# Tỷ số khả năng trả nợ
Tỷ số khả năng trả nợ (hay Hệ số trả nợ vay, Hệ số năng lực trả nợ, đôi khi viết tắt là DSCR từ các chữ cái đầu của cụm từ tiếng Anh Debt service coverage ratio) là một tỷ số tài chính đánh giá khả năng thanh toán nợ nói chung của doanh nghiệp.

## Cách tính
Tỷ số này được tính ra bằng cách lấy tổng của Giá vốn hàng bán, khấu hao, và lợi nhuận trước thuế và lãi (EBIT) rồi chia cho tổng của nợ gốc và chi phí lãi vay.
Công thức:
| Tỷ số khả năng trả nợ = | Giá vốn hàng bán + Lợi nhuận trước thuế + Khấu hao |
| Tỷ số khả năng trả nợ = | Nợ gốc + Chi phí lãi vay                           |

## Ý nghĩa
Tỷ số này cho biết để chuẩn bị cho mỗi đồng trả nợ gốc và lãi, doanh nghiệp có bao nhiêu đồng có thể sử dụng được.